# Scarpa d'oro 1978
La Scarpa d'oro 1978 è il riconoscimento calcistico che è stato assegnato al miglior marcatore assoluto in Europa tenendo presente le marcature segnate nel rispettivo campionato nazionale nella stagione 1977-1978. Il vincitore del premio è stato Hans Krankl del Rapid Vienna con 41 reti nella 1. Division.
| Pos | Campionato  | Nome           | Squadra             | Gol |
| --- | ----------- | -------------- | ------------------- | --- |
| 1   | 1. Division | Hans Krankl    | Rapid Vienna        | 41  |
| 2   | Division 1  | Carlos Bianchi | Paris Saint-Germain | 37  |
| 3   | Eredivisie  | Ruud Geels     | Ajax                | 32  |